# 大城堡站
大城堡站為吉隆坡大城堡線的其中一座車站，位在吉隆坡南部的大城堡。於1998年通車之時直到2015年10月31日安邦線延長路段第一階段通車前，為大城堡線的終點站，但乘客亦須在本站換車，直到2016年7月17日，安邦線延長路段第二階段正式通車後，本站不再是大城堡線的终点站，原行駛至本站為止的大城堡線列車向南延駛至布特拉高原站。